# Op wacht; speciaal nieuwsbulletin voor Den Haag en omstreken
Op wacht; speciaal nieuwsbulletin voor Den Haag en omstreken was een verzetsblad uit de Tweede Wereldoorlog, dat vanaf 15 januari 1945 tot en met 9 mei 1945 in 's-Gravenhage dagelijks werd uitgegeven. De inhoud bestond voornamelijk uit nieuwsberichten.
In het laatste nummer (93) van 9 mei 1945 werd aangekondigd dat het blad zou worden voortgezet als 'Op wacht: weekblad voor den wederopbouw van het Koninkrijk'. Onder die titel werden ook de laatste nummers van 'Op wacht: voor God-Nederland-Oranje' uitgebracht.

## Gerelateerde kranten
- Op wacht: voor God-Nederland-Oranje